# Le Judoka agent secret
Pour plus de détails, voir Fiche technique et Distribution.
Le Judoka agent secret est un film d'espionnage franco-italien réalisé par Pierre Zimmer, sorti en 1967.
Le personnage de Marc Saint-Clair, dit « Le Judoka », sera également le héros de Casse-tête chinois pour le judoka réalisé par Maurice Labro.

## Synopsis
Poursuivie par les assassins de l'homme avec lequel elle avait rendez-vous, Catherine pénètre par hasard dans le local d'un club de judo où se trouve Marc Saint-Clair, agent secret, surnommé « Le Judoka », qui enquête sur la disparition d'un savant anglais à l'aéroport d'Orly. Les poursuivants de Catherine parviennent à enlever la jeune femme.

## Fiche technique
- Titre : Le Judoka agent secret
- Réalisation : Pierre Zimmer
- Scénario : Jacques Guymont et Pierre Zimmer, d'après le roman Le Judoka dans sa ville[1] de Ernie Clerk
- Dialogues : Pierre Zimmer
- Photographie : Gilbert Sarthre
- Son : Gérard Brisseau
- Costumes : Monique Dury
- Musique : Armand Seggian et Roland Vincent
- Montage : Geneviève Vaury
- Photographe de plateau : Christian Hay
- Production : France Cinéma Productions - Tigielle 33
- Pays d'origine :  France -  Italie
- Genre : Espionnage
- Durée : 91 minutes
- Date de sortie : 24 février 1967

## Distribution
- Jean-Claude Bercq : Marc Saint-Clair alias « Le judoka »
- Marilù Tolo : Vanessa
- Perrette Pradier : Dominique Berg
- Patricia Viterbo : Catherine
- Henri Garcin : Jacques Mercier
- Michael Lonsdale : Thomas Perkins
- Yves Brainville : Paul Vincent
- Fernand Berset : le commissaire Chaumont
- Mick Besson : Oscar Meyer
- David Tonelli

## Autour du film
- L'actrice Patricia Viterbo est morte accidentellement lors du dernier jour de tournage. Le véhicule dans lequel elle se trouvait, conduit par Henri Garcin, est tombé dans la Seine[2],[3].